# Unterseeboot 554
L'Unterseeboot 554 ou U-554 est un sous-marin allemand (U-Boot) de type VIIC utilisé par la Kriegsmarine pendant la Seconde Guerre mondiale.
Le sous-marin fut commandé le 25 septembre 1939 à Hambourg (Blohm & Voss), sa quille fut posée le 1er décembre 1939, il fut lancé le 7 novembre 1940 et mis en service le 15 janvier 1941, sous le commandement du Kapitänleutnant Dietrich Lohmann.
L'U-554 ne mena aucune patrouille durant sa carrière, par conséquent, il ne coula ni n'endommagea aucun navire.
Il fut sabordé en mai 1945, quelques jours avant la fin de la guerre.

## Conception
Unterseeboot type VII, l'U-554 avait un déplacement de 769 tonnes en surface et 871 tonnes en plongée. Il avait une longueur totale de 67,10 m, un maître-bau de 6,20 m, une hauteur de 9,60 m et un tirant d'eau de 4,74 m. Le sous-marin était propulsé par deux hélices de 1,23 m, deux moteurs diesel Germaniawerft M6V 40/46 de 6 cylindres en ligne de 1 400 cv à 470 tr/min, produisant un total de 2 060 à 2 350 kW en surface et de deux moteurs électriques BBC GG UB 720/8 de 375 cv à 295 tr/min, produisant un total 550 kW, en plongée. Le sous-marin avait une vitesse en surface de 17,7 nœuds (32,8 km/h) et une vitesse de 7,6 nœuds (14,1 km/h) en plongée. Immergé, il avait un rayon d'action de 80 milles marins (150 km) à 4 nœuds (7,4 km/h; 4,6 milles par heure) et pouvait atteindre une profondeur de 230 m. En surface son rayon d'action était de 8 500 milles nautiques (soit 15 700 km) à 10 nœuds (19 km/h). 
L'U-554 était équipé de cinq tubes lance-torpilles de 53,3 cm (quatre montés à l'avant et un à l'arrière) qui contenait quatorze torpilles. Il était équipé d'un canon de 8,8 cm SK C/35 (220 coups) et d'un canon antiaérien de 20 mm Flak. Il pouvait transporter 26 mines TMA ou 39 mines TMB. Son équipage comprenait 4 officiers et 40 à 56 sous-mariniers.

## Historique
Affecté à la 24. Unterseebootsflottille comme sous-marin d’entrainement des équipages, il est transféré dans la 22. Unterseebootsflottillecomme navire-école, toujours pour la formation de sous-mariniers. Il termine dans la 31. Unterseebootsflottille comme navire d'entrainement. L'U-554 sert avec plusieurs commandants sans effectuer de patrouilles de guerre.
Le sous-marin est sabordé le 5 mai 1945, près de Wilhelmshaven, à la position 53° 51′ N, 8° 10′ E, pour éviter sa capture par les alliés, avant la capitulation allemande. 
L'épave est démolie après la guerre.

## Affectations
- 24. Unterseebootsflottille à Klaipėda, du 15 janvier 1941 au 30 juin 1944 (Navire d'entraînement).
- 22. Unterseebootsflottille à Gdynia, du 1er juillet 1944 au 1er février 1945 (Navire-école).
- 31. Unterseebootsflottille à Hambourg, du 1er février 1945 au 5 mai 1945 (Navire d'entraînement).

## Commandement
- Kapitänleutnant Dietrich Lohmann du 15 janvier 1941 au 25 juin 1941.
- Oberleutnant zur See Heinz Stein du 26 juin 1941 à mars 1942.
- Oberleutnant zur See Claus von Trotha de mars 1942 à septembre 1942 (Croix de chevalier).
- Kapitänleutnant Karl-Hartwig Siebold du 14 novembre 1942 au 2 juillet 1944.
- Oberleutnant zur See Gottfried Stolzenburg de juillet 1944 au 18 novembre 1944.
- Kapitänleutnant Ernst-Wolfgang Rave du 19 novembre 1944 au 22 mars 1945.
- Kapitänleutnant Werner Remus de mars 1945 au 5 mai 1945.